# Église Saint-Joseph de Cagli
L'église Saint-Joseph de Cagli ou Église Saint-Ange majeur (en italien, Chiesa di San Giuseppe ou San Angelo maggiore) se situe à Cagli, une ville située dans la province de Pesaro et d'Urbino dans les  Marches. 

## Historique
L'église Saint-Joseph est dédiée au culte de l'Archange Michel et était appelée initialement « di Sant'Angelo Maggiore ».
En 1072 l'église existait déjà et était assujettie à l'abbaye de Fonte Avellana. En 1576 l'église est remise in uso perpetuo (à perpétuité) à la Confraternita di San Giuseppe, née en 1537, qui entreprit une profonde restructuration.
L'église est le point de référence pour les rites pascals. En effet c'est à partir d'elle qu'a lieu le soir du Vendredi saint la procession du Cristo Morto.

## Description

### Extérieur
L'église Saint-Joseph se situe Via Leopardi derrière le Palazzo Pubblico.
Le portail du XVIIIe siècle est formé de deux colonnes encaissées avec des chapiteaux d'ordre ionique sur des hauts piédestaux qui soutiennent le tympan curviligne encastré dans une façade d'époque médiévale.

### Intérieur

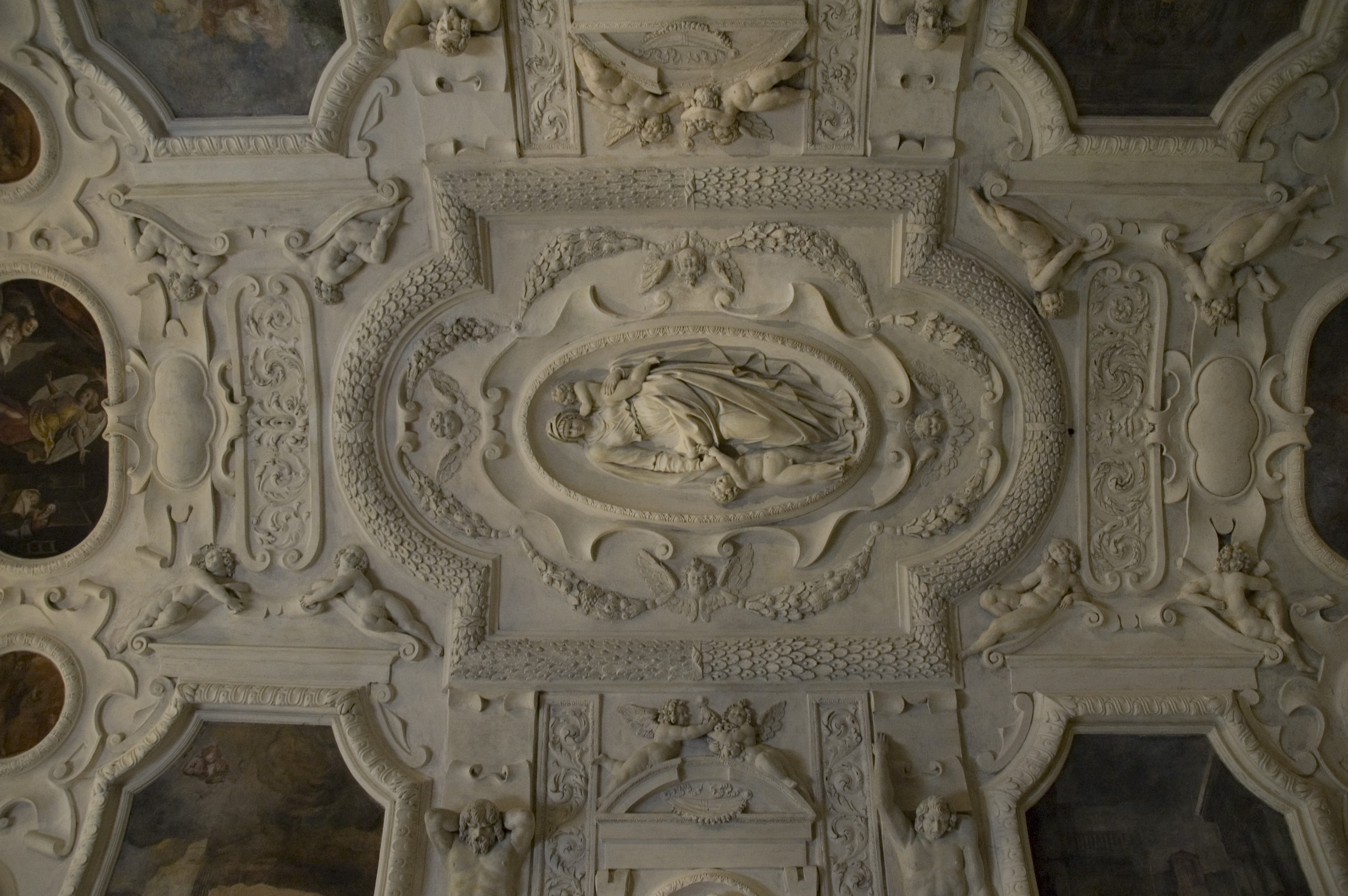
Détail du plafond.

L’église Saint-Joseph est à nef unique et possède une voûte en tonneau ornée de stucs maniéristes. Les peintures de Girolamo Cialdieri, représentent des moments de la vie de saint Joseph reliées aux personnages en haut-relief (rois, patriarches et personnages bibliques) qui, situés dans des niches, rythment l’espace. Au centre de la voûte se trouve la Charité à laquelle, parmi les télamons, s’unissent les autres Vertus théologiques. Sur les deux autels latéraux de la seconde moitié du XVIe siècle, avec des ornements de pierre de Finale, se trouvent les statues en stuc de saint Joseph et de Notre-Dame des Sept Douleurs. Sur le maître-autel, un archange de Michel de Lapis daté de 1764, parmi les fresques du XVIIe siècle de Girolamo Cialdieri.
Les bancs sont en bois de noyer massif disposés le long des deux parois longitudinales 
Sous le maître-autel, qui comporte la toile de saint Michel archange se trouve la statue en bois de figuier à l'échelle du Cristo Morto, qui extraite uniquement le jour du Vendredi saint est portée en procession par les rues de Cagli. 
Le plafond complètement décoré de stucs et peintures constitue la caractéristique principale de l'église. 
Sur les côtés du maître-autel, se trouvent deux fresques réalisés comme ex-voto par Cialdieri. Celui de gauche représente saint Joseph qui montre la Vierge et l'Enfant et le petit saint Jean à sainte Élisabeth avec une vue du palais ducal d'Urbino et celui de droite Saint Joseph menuisier. 
Dans les encadrements au-dessus du retable se trouvent trois reliquaires en bois doré avec les reliques sacrées de certains saints comme  celles de San Fermo, provenant de Rome (1611). 
En 1578 a été érigé l'autel de saint Joseph, réalisé en pierre blanche taillée et, en 1851, une chapelle dédiée à la Vierge Marie.
Le long de la paroi de gauche se trouve une fresque datant du XIVe siècle représentant la  Madonna del Latte avec à côté celle de Saint Antoine Abbé, datable de la première moitié du XIVe siècle

### Œuvres
- Scènes de vie de saint Joseph (fresques), Girolamo Cialdieri,
- Archange Michel (1764), Gaetano Lapis
- Madonna del Latte (XIVe siècle), fresque, peintre anonyme
- Saint Antoine Abbé (première moitié du XIVe siècle), fresque, peintre anonyme

## Sources
- Voir liens externes